# Brno-Černovice (odbočka)
Brno-Černovice je odbočka (zkráceně Odb Brno-Černovice), která se nachází na rozhraní brněnských čtvrtí Černovice a Židenice. Odbočka se skládá ze dvou částí: z vlastní odbočky Brno-Černovice (někdejší odbočka Slatinská) a z odbočky Brno-Černovice zhlaví Táborská (někdejší odbočka Táborská). První část leží na Vlárské dráze, která je z Brna hlavního nádraží až po odbočku, v odbočce se připojuje dvoukolejná spojka od zhlaví Táborská a Vlárská dráha pak pokračuje dále do stanice Brno-Slatina jako dvoukolejná. Zhlaví Táborská leží na dvoukolejném nákladním průtahu Brnem mezi stanicí Brno dolní nádraží a odbočkou Brno-Židenice, v tomto bodě odbočuje dvoukolejná spojka, která umožňuje přímou jízdu od odbočky Brno-Židenice (potažmo od Brna-Maloměřic) do Brna-Slatiny.

## Historie
Odbočka leží v prostoru, kde od roku 1944 (tj. od doby výstavby tzv. černovické spojky, která umožňuje bezúvraťovou jízdu mezi Židenicemi a Slatinou) existoval triangl, který se občas využíval i pro otáčení parních lokomotiv. Při stavbě nákladního průtahu v roce 1969 zanikla spojka umožňující přímou jízdu mezi dolním nádražím a Slatinou, tím pádem zanikl i triangl. Byla postavena nová budova dopravny Brno-Černovice, ze které se od roku 1970 (po aktivaci reléového zabezpečovacího zařízení) dálkově ovládaly dvě odbočky: Táborská a Slatinská. Od roku 2003 se používá dnešní pojmenování, tj. odbočka Táborská je nově označována jako odbočka Brno-Černovice zhlaví Táborská a původní odbočka Slatinská je přejmenována na odbočku Brno-Černovice.